# Wannes Destoop
Wannes Destoop (Waregem, 3 februari 1985), is een Belgisch filmregisseur.

## Biografie
Destoop liep school in het Onze-Lieve-Vrouw-Hemelvaartinstituut te Waregem en vervolgens het Bernarduscollege te Oudenaarde, waar hij in 2004 afstudeerde in de richting Humane Wetenschappen. Hoger onderwijs volgde hij aan de Gentse Hogeschool KASK.
Destoop werd bekend door zijn kortfilm Badpakje 46, dat op het Filmfestival van Cannes in 2011 de prijs van de jury kreeg. De film werd door het Internationaal filmfestival van Vlaanderen uitgekozen voor een openluchtvoorstelling bij het Sint-Pietersstation.
In 2024 maakt Destoop zijn speelfilmdebuut als regisseur met Holy Rosita, die in première ging als openingsfilm van het Filmfestival Oostende. In 2024 regisseerde hij Ferry 2 voor Netflix.

## Filmografie
- 2024: Ferry 2
- 2024: Holy Rosita
- 2020: Albatros (televisieserie)
- 2020: De anderhalve meter show (televisieserie)
- 2015: Billy the Bully (korte film)
- 2010: Badpakje 46 (korte film)[6]
- 2008: We are so happy (korte film)[7]

## Prijzen
- Ereprijs Franciscus Pycke van het KASK voor de masteropdracht
- Badpakje 46: nominatie voor de Gouden Palm voor kortfilms. (Filmfestival van Cannes)
- We are so happy: nominatie voor het Internationaal Kortfilmfestival Leuven
- Badpakje 46: Prijs van de Jury kortfilms. (Filmfestival van Cannes)[8]
- Holy Rosita:  prijs voor beste film op het filmfestival van Turijn 2024.[9]